# Iquitos
Iquitos je město, ležící v severovýchodní části Peru na břehu Amazonky, obklopené deštným pralesem. Je hlavním městem regionu Loreto (španělsky Región Loreto) a i jeho provincie Maynas (španělsky Provincia de Maynas). Je to největší město na světě, kam nevede silnice, je přístupné pouze lodí nebo letadlem.

## Historie
Město založili v roce 1757 misionáři pod jménem San Pablo de Napeanos. Největší rozkvět zažilo na přelomu 19. a 20. století, kdy bylo největším světovým producentem kaučuku. Z této doby pochází Casa de Fierro, dům z kovových dílců, který projektoval Gustave Eiffel.
Nachází se zde apoštolský vikariát. Největší turistickou atrakcí je čtvrť Belén, tvořená domky na kůlech.
Město má horké a vlhké rovníkové klima, ročně zde spadne 2600 mm srážek. V únoru 2012 postihly Iquitos těžké záplavy.

## Fotogalerie

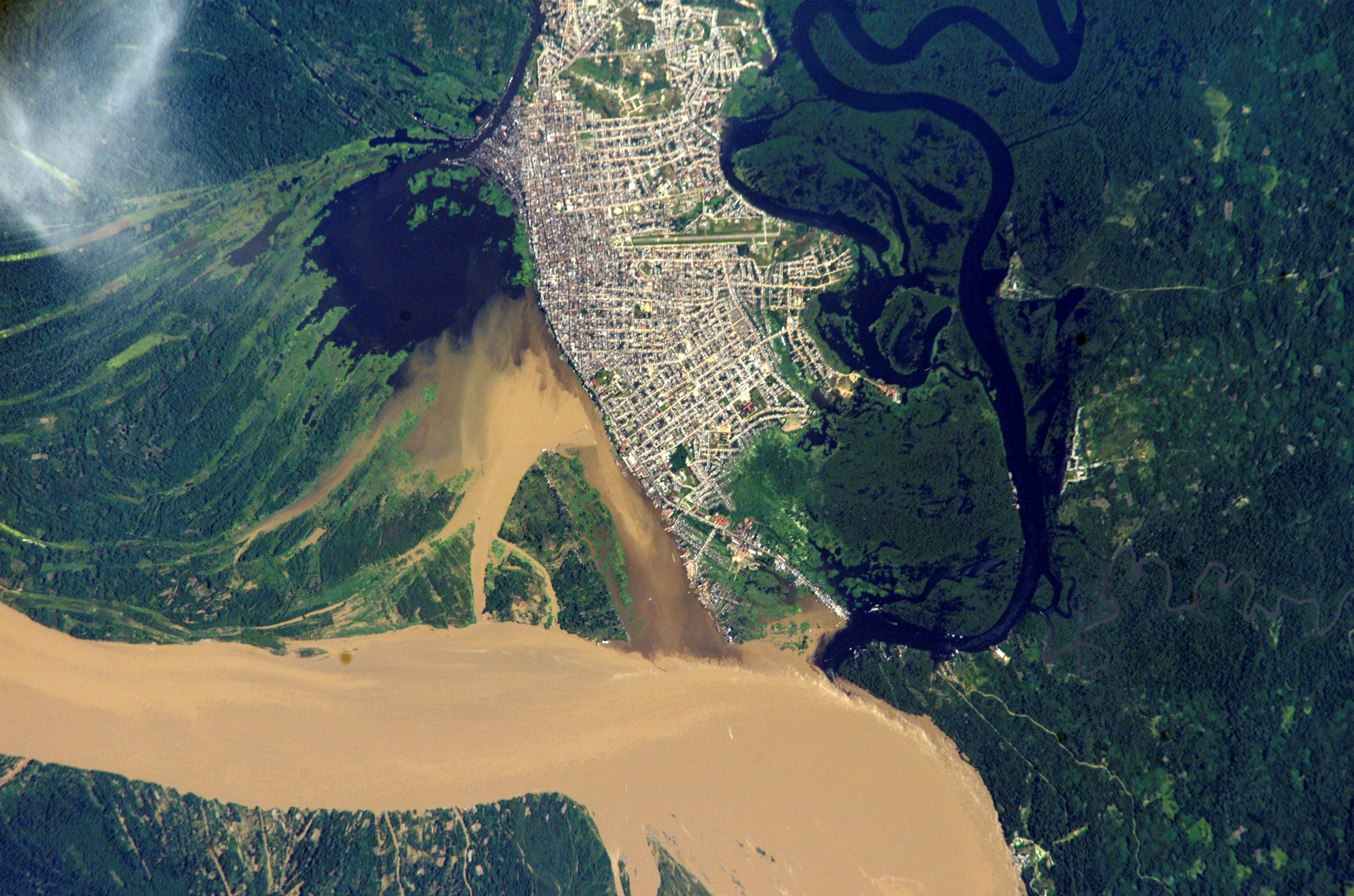
Iquitos z výšky
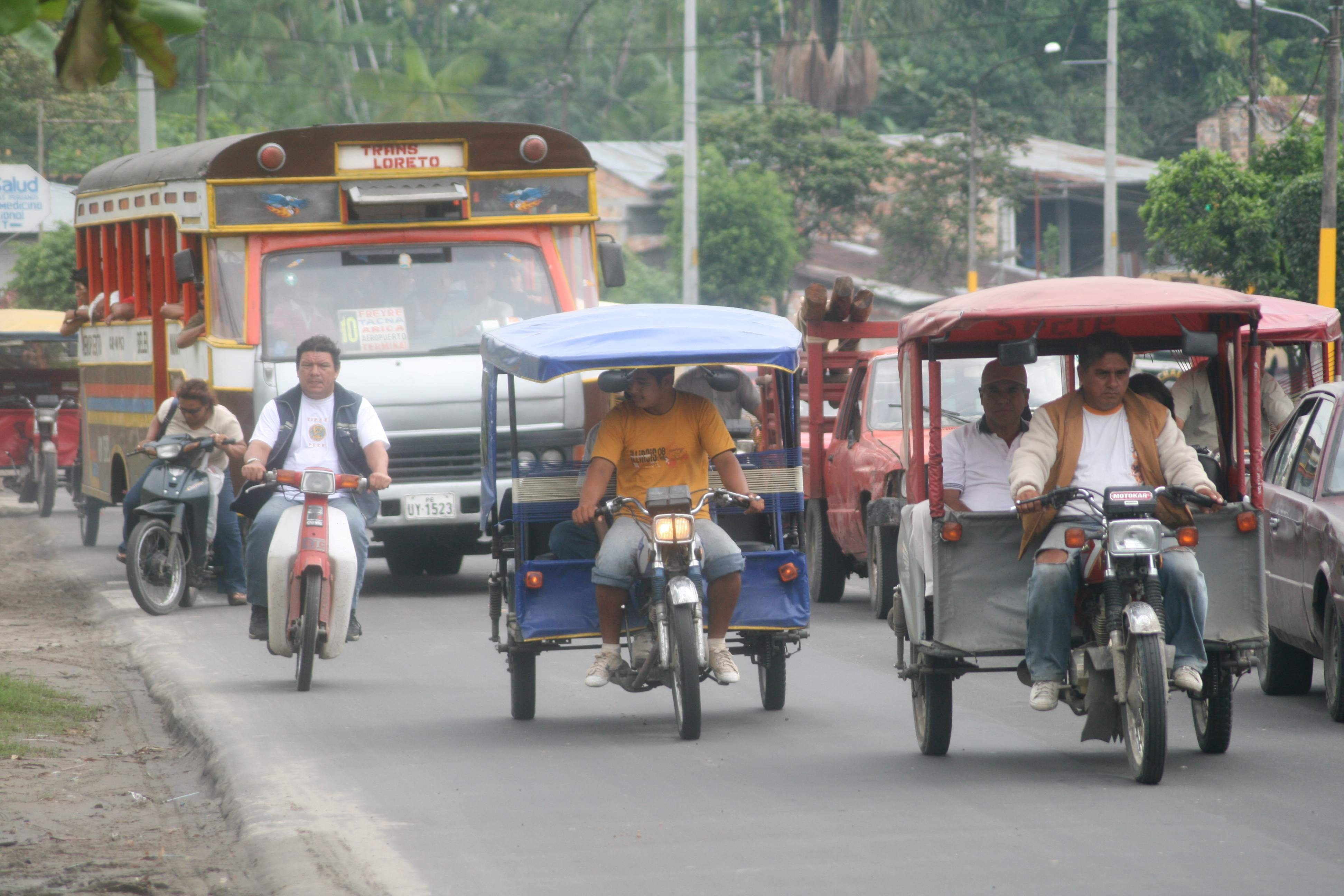
Denní ruch v Iquitos
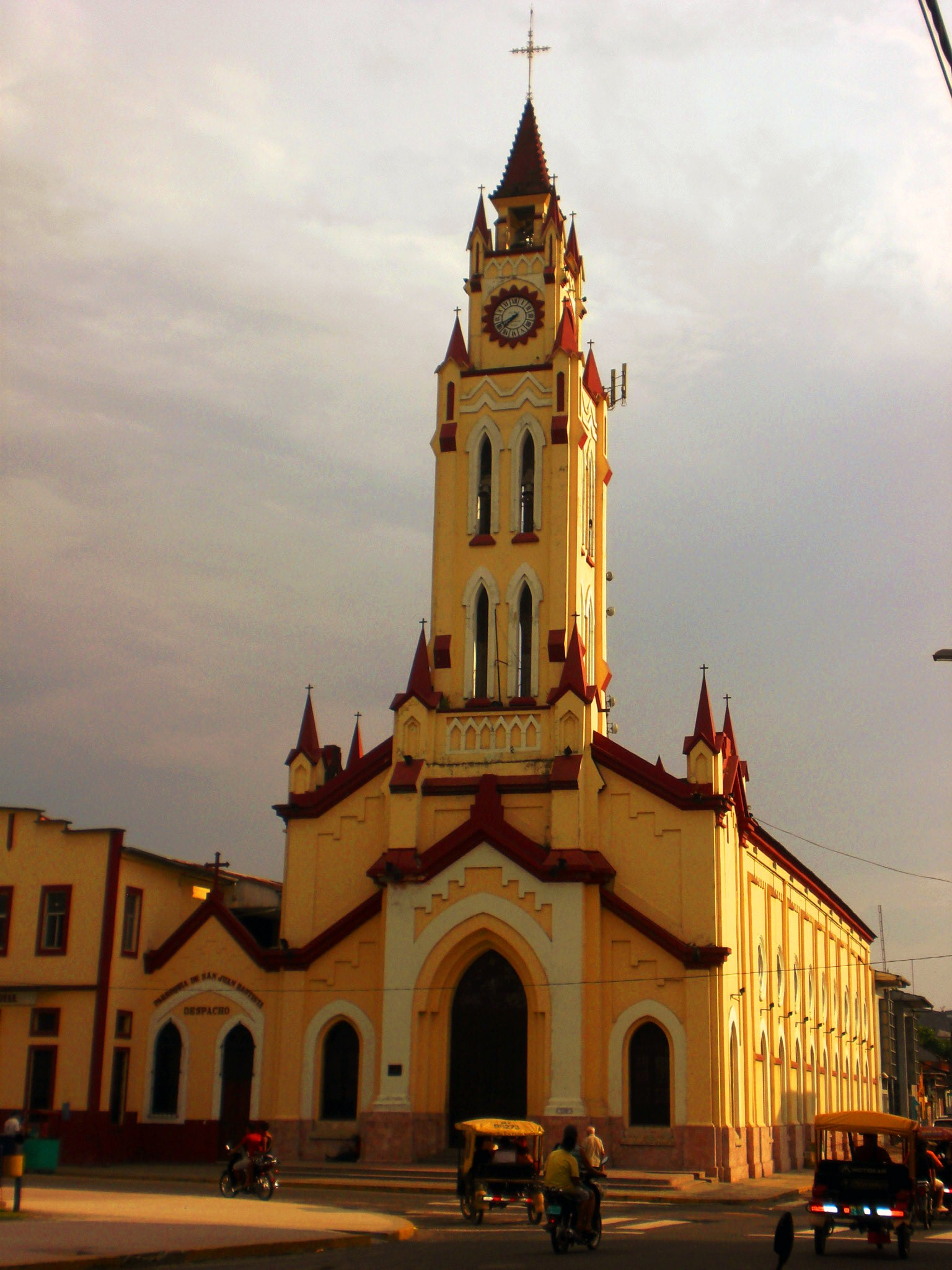
Biskupský kostel v Iquitos
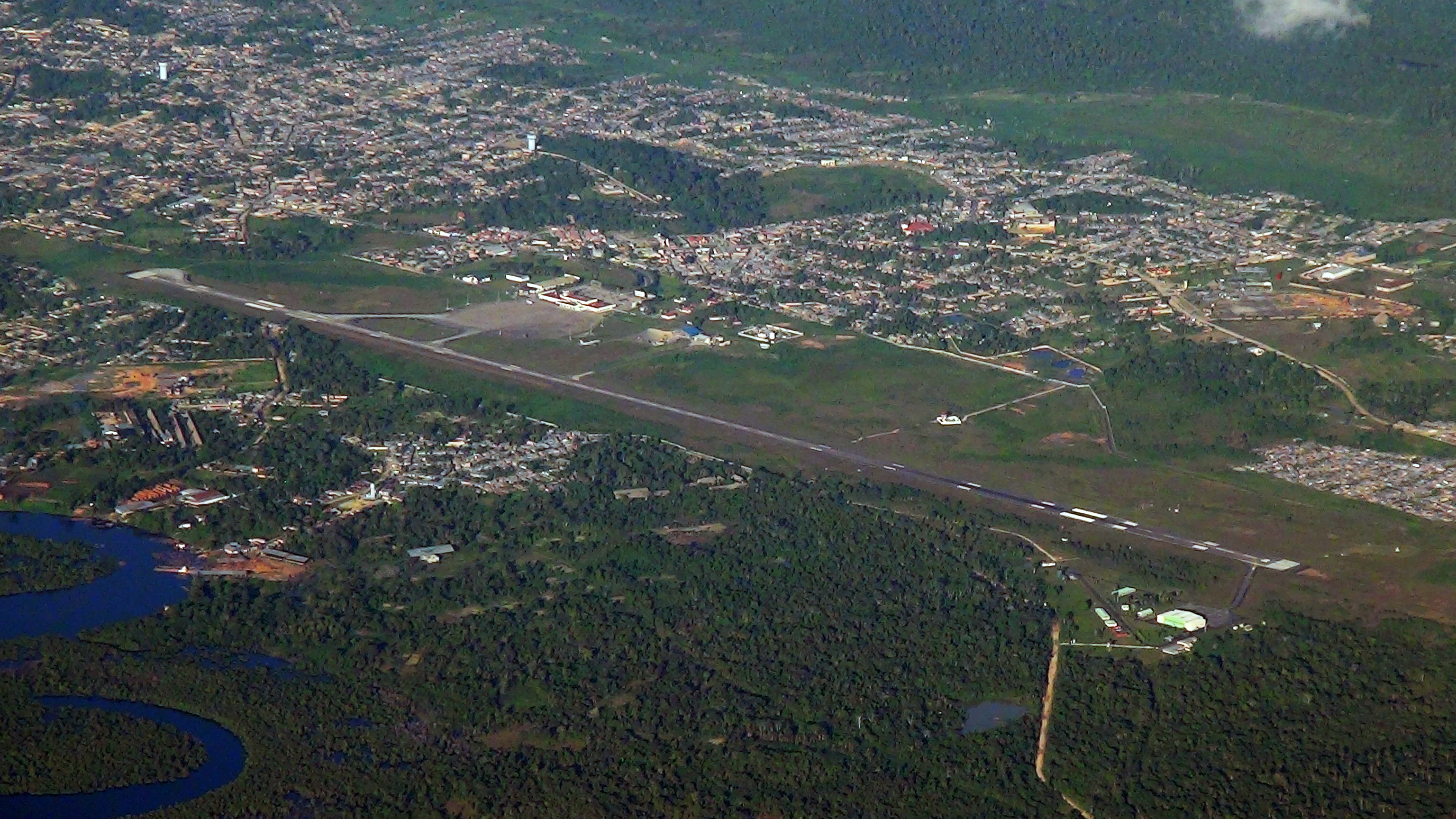
Mezinárodní letiště Coronel FAP Francisco Secada Vignetta (Iquitos, Peru)